# Nanashima Mai
Nanashima Mai (七嶋 舞 (Thất-Đảo Vũ) 2 tháng 9 năm 2000 –) là một nữ diễn viên khiêu dâm người Nhật Bản. Cô thuộc về công ti Arrows.

## Sự nghiệp
Tháng 6/2021, cô ra mắt ngành phim khiêu dâm với tư cách là nữ diễn viên độc quyền của Prestige.

## Đời tư
Cô sinh ra tại Tokyo.
Sở thích của cô là xem phim, kĩ năng đặc biệt của cô là làm đồ thủ công mỹ nghệ.
Lí do cô vào ngành phim khiêu dâm là vì cô ngưỡng mộ Konno Hikaru và Sakura Mana.